# Amar a morir
Amar a morir es una película de acción y drama, mexicana-colombiana, ópera prima de Fernando Lebrija. Se filmó en la Ciudad de México, en las playas del estado de Michoacán y en el pueblo Ocelotitlán, Michoacán. Protagonizada por José María de Tavira, Martina García y Alberto Estrella.

## Argumento
El joven Alejandro Vizcaíno es hijo y único heredero del magnate bancario Ricardo Vizcaíno. Tiene todo su futuro planeado por su padre, incluso su próximo matrimonio con Rebeca Corcuera, pero en un acto de rebeldía Alejandro decide no casarse y escapa de su fiesta de compromiso. Esa misma noche se va con sus amigos a una discoteca, al salir de ahí y conducir un automóvil en estado de ebriedad sufre un accidente que lo hace cuestionarse sobre su vida. Harto de la falsedad e hipocresía de la alta sociedad y cansado de su controlador padre decide salir de la Ciudad de México.
Se dirige por la carretera con destino a Puerto Vallarta pero termina en un pueblo surfista llamado Ocelotitlán, Michoacán. A su llegada una hermosa joven de origen humilde que esta aprendiendo a manejar llama su atención, su nombre es Rosa. Al convivir con los habitantes del pueblo alejado de lujos y comodidades Alejandro empieza a descubrir su propia identidad. Pero al enamorarse, su futuro se ve complicado, pues para estar juntos, deben de eludir al poderoso narcotraficante el Tigre, pareja sentimental de Rosa.

## Reparto
- José María de Tavira es Alejandro Vizcaíno.
- Martina García es Rosa.
- Alberto Estrella es Tigre.
- Craig McLachlan es Nick.
- Raúl Méndez es Tiburón.
- Mayra Serbulo es Amalia.
- Silverio Palacios es Pancho.
- Miguel Rodarte es Capitán Fernández.
- Luis Roberto Guzmán es Luis Ro.
- Catalina López es Flor.
- Sergio Jurado es Ricardo Vizcaíno.
- Renata Campos es Patricia Vizcaíno.
- Jimena Guerra es Rebeca Corcuera.
- Francisco Avendaño es Francisco Corcuera.
- Patricia Archer es Barbara Corcuera.
- Benjamín Martínez es Marcial.
- José Sefami es Pedro Gómez.
- Antonio Gaona es Paco.
- John Archer es Pelos.
- Jorge Becerril es Sargento Flores.

## Premios
Se estrenó mundialmente en el Festival Internacional de Cine de Santa Bárbara 2009, donde ganó el premio Nueva Vision Award a la mejor película Latin Cinema.
En el marco de las actividades del Festival Internacional de Cine en Guadalajara en su edición número 24, la Academia de Artes Visuales y Cinematografía de Jalisco le otorgó el Premio al Mejor Largometraje Jalisciense.

### Diosas de Plata
| Categoría                       | Persona              | Resultado |
| ------------------------------- | -------------------- | --------- |
| Mejor película                  | Mejor película       | Nominada  |
| Mejor ópera prima               | Mejor ópera prima    | Ganadora  |
| Mejor director                  | Fernando Lebrija     | Nominado  |
| Mejor actor                     | José María de Tavira | Nominado  |
| Mejor coactuación masculina     | Alberto Estrella     | Ganadora  |
| Mejor papel de cuadro masculino | Miguel Rodarte       | Nominado  |